# Saint-Marcel (Saboia)
Saint-Marcel é uma comuna francesa na região administrativa de Auvérnia-Ródano-Alpes, no departamento de Saboia. Estende-se por uma área de 8,76 km². Em 2010 a comuna tinha 615 habitantes (densidade: 70,2 hab./km²).